# Saint Vincent i Grenadyny na Letnich Igrzyskach Olimpijskich 2008
Reprezentacja Saint Vincent i Grenadyn na Letnich Igrzyskach Olimpijskich 2008 w Pekinie liczyła dwoje zawodników (1 kobieta i 1 mężczyzna). Saint Vincent i Grenadyny miał swoich przedstawicieli w 1 spośród 28 rozgrywanych dyscyplin. Chorążym reprezentacji była lekkoatletka Kineke Alexander, dla której był to debiut na igrzyskach. Był to szósty start Saint Vincent i Grenadyn na letnich igrzyskach olimpijskich.

## Tło startu
Narodowy Komitet Olimpijski Saint Vincent i Grenadyn powstał w 1982 roku. Międzynarodowy Komitet Olimpijski uznał jego członkostwo w 1987 roku. Od tego czasu Komitet Olimpijski Saint Vincent i Grenadyn zgłasza reprezentacje tego kraju do udziału w najważniejszych imprezach międzynarodowych.

## Statystyki według dyscyplin
Spośród dwudziestu ośmiu dyscyplin sportowych, które Międzynarodowy Komitet Olimpijski włączył do kalendarza igrzysk, reprezentacja Saint Vincent i Grenadyn wzięła udział w dwóch. W lekkoatletyce Narodowy Komitet Olimpijski tegoż kraju wystawił dwoje zawodników.
| Lp.     | Sport         | Mężczyźni | Kobiety | Łącznie |
| ------- | ------------- | --------- | ------- | ------- |
| 1.      | Lekkoatletyka | 1         | 1       | 2       |
| Łącznie | Łącznie       | 1         | 1       | 2       |

## Lekkoatletyka
Mężczyźni
| Zawodnik    | Konkurencja   | Bieg eliminacyjny | Bieg eliminacyjny | Ćwierćfinał                  | Ćwierćfinał                  | Półfinał                     | Półfinał                     | Finał                        | Finał                        | Miejsce |
| Zawodnik    | Konkurencja   | Czas              | Miejsce           | Czas                         | Miejsce                      | Czas                         | Miejsce                      | Czas                         | Miejsce                      | Miejsce |
| ----------- | ------------- | ----------------- | ----------------- | ---------------------------- | ---------------------------- | ---------------------------- | ---------------------------- | ---------------------------- | ---------------------------- | ------- |
| Jared Lewis | bieg na 100 m | 11,00             | 7.                | Odpadł z dalszej rywalizacji | Odpadł z dalszej rywalizacji | Odpadł z dalszej rywalizacji | Odpadł z dalszej rywalizacji | Odpadł z dalszej rywalizacji | Odpadł z dalszej rywalizacji | 63.     |

Kobiety
| Zawodniczka      | Konkurencja   | Bieg eliminacyjny | Bieg eliminacyjny | Ćwierćfinał | Ćwierćfinał | Półfinał                      | Półfinał                      | Finał                         | Finał                         | Miejsce |
| Zawodniczka      | Konkurencja   | Czas              | Miejsce           | Czas        | Miejsce     | Czas                          | Miejsce                       | Czas                          | Miejsce                       | Miejsce |
| ---------------- | ------------- | ----------------- | ----------------- | ----------- | ----------- | ----------------------------- | ----------------------------- | ----------------------------- | ----------------------------- | ------- |
| Kineke Alexander | bieg na 400 m | 52,87             | 4.                |             |             | Odpadła z dalszej rywalizacji | Odpadła z dalszej rywalizacji | Odpadła z dalszej rywalizacji | Odpadła z dalszej rywalizacji | 32.     |